# Avex dance Matrix '95 TK DANCE CAMP
『avex dance Matrix '95 TK DANCE CAMP』（エイベックス・ダンス・マトリックス・95・ティーケー・ダンス・キャンプ）は、1995年8月19日に大阪、8月26日に東京で行われた野外ライブイベントである。小室哲哉がオーガナイザーを務めた。

## 概要
「普通のコンサートでの舞台の上に教祖がいて、教祖が赤いリボンをつけてたら、会場のファン達が赤いリボンを付けている宗教儀式の様な雰囲気」に違和感を感じていた小室哲哉が、「本会場ではみんな好き勝手に自分のコンサートの楽しみ方をすればいい」というコンセプトのもと、「ファンが主役になって踊れるダンス・ミュージック」を中心にセットリストを組んだ。
2日間で計6万人を動員した。収益金は阪神・淡路大震災の義援金として日本赤十字社に寄付された。
アルバム『エイベックス・ダンス・マトリックス’95』にパスが封入されており購入者は無料で参加できた。
ライブの模様を収録したVHS・CD（1995年11月15日）、レーザーディスク（11月29日）がそれぞれ発売された。DVD化は現在までされていない。また、ソニー所属であった篠原涼子は一切収録されていない。
当イベントから始まった開催形式は、後にa-nationとして発展することになる。

## 公演日程・会場
- 1995年8月19日（土）：大阪万博記念公園
- 1995年8月26日（土）：東京ベイサイドスクエア

## アーティスト
- 小室哲哉
- 久保こーじ
- trf
- hitomi
- 安室奈美恵 with SUPER MONKEY'S
- 観月ありさ
- 翠玲
- globe
- 篠原涼子
- 坂本龍一
- H Jungle with t

## セットリスト
1. OPENING / 小室哲哉
2. masquerade / trf
3. survival dAnce ～no no cry more～ / trf
4. EZ DO DANCE / trf
5. 情けない自分に乾杯 / 久保こーじ with No!Galers
6. CANDY GIRL / hitomi
7. GO TO THE TOP / hitomi
8. TRY ME 〜私を信じて〜/ 安室奈美恵 with SUPER MONKEYS
9. 太陽のSEASON / 安室奈美恵 with SUPER MONKEYS
10. Body Feels EXIT/ 安室奈美恵 with SUPER MONKEYS（東京公演のみ）
11. TOO SHY SHY BOY! /　観月ありさ（東京公演のみ）
12. happy wake up! / 観月ありさ（東京公演のみ）
13. 恋をするたびに傷つきやすく… / 翠玲
14. Feel Like dance / globe
15. Joy to the love (globe) / globe
16. 恋しさと せつなさと 心強さと / 篠原涼子
17. Lady Generation / 篠原涼子
18. VOLTEX OF LOVE / 坂本龍一・小室哲哉（東京公演のみ）
19. BEHIND THE MASK / 坂本龍一・小室哲哉（東京公演のみ）
20. BOY MEETS GIRL / trf
21. CRAZY GONNA CRAZY / trf
22. Overnight Sensation 〜時代はあなたに委ねてる〜 / trf
23. SEE THE SKY 〜1999...月が地球にKISSをする〜 / trf
24. GOING GOING HOME / H Jungle with t
25. WOW WAR TONIGHT 〜時には起こせよムーヴメント / H Jungle with t

## 協賛
- 主催：avex dance Matrix '95 TK DANCE CAMP 実行委員会
- 東京後援：フジテレビジョン / TOKYO FM
- 大阪後援：関西テレビ放送 / FM大阪
- 企画制作：A.I.P.
- 制作協力：ウォール・コーポレーション / シグマトランク
- 協力：TK state / Antinos Management / ホワイト・アトラス / 吉本興業 / アンクル・エフ / ライジンク・プロダクション / ISN / M-TRES / AGコミュニケーション / キョードーロッケン / キョードー大阪 / オデッセー / チケットぴあ